# Darou Minam 2
Pour les articles homonymes, voir Darou.
Darou Minam 2 est une commune du Sénégal, située dans le département de Malem Hodar et la région de Kaffrine.
Auparavant c'était le chef-lieu de l'arrondissement de Darou Minam 2 après la création de celui-ci par un décret du 10 juillet 2008.

## Population
Les données de projection 2014 issues du précédent recensement (RGPHAE 2013) estiment la population à 15 415 personnes.
Le village est habité par des wolofs, des peuls et des séréres.

## Histoire
Darou Minam a été fondé par Serigne Moustapha Bassirou Mbacké, petit-fils de Serigne Touba, qui l'a légué à son petit frère l'actuel Khalif général des Mouride Serigne Mountakha Bassirou Mbacké .

## Infrastructures
Le village dispose d'une école primaire et d'un collège. Il dispose aussi d'une poste de santé.
Chaque jeudi, le village abrite un marché hebdomadaire louma.

## Économie
Les principales activités de la population sont l'agriculture, l'élevage et le commerce.